# Províncias da Coreia
Províncias da Coreia  (Do ; hangul: 도; hanja: 道)  tem sido a divisão administrativa primária de Coreia desde a dinastia média Goryeo no início do século XI, e foram precedidas por divisões de nível provincial ( Ju  e  Mok ) que remontam para Silla posterior, no final do século VII.
Durante o período unificado de Silla (668-935 dC), a Coreia foi dividida em nove Ju (주; 州), uma palavra antiga para "província" que foi usada para nomear ambas as províncias do reino e suas capitais provinciais.